# Hymenomima umbelularia
Hymenomima umbelularia är en fjärilsart som beskrevs av Jacob Hübner 1825. Hymenomima umbelularia ingår i släktet Hymenomima och familjen mätare. Inga underarter finns listade i Catalogue of Life.